# 李貽業
李貽業，五代十国南唐官员，又作李彝業，唐朝宰相李蔚的从曾孙。
父亲李戴，唐末进士，杨吴起居郎。李戴在官任上去世，定居廣陵。李貽業喜欢飲酒，不拘小節。一天，召親友宴飲，他喝醉了，对酒壶说，你开始喝酒了才來，自己倒吧。昇元年间，李貽業担任翰林学士。南唐烈祖晏駕，大臣想要奉元敬皇后監國，命中书侍郎孙晟起草遺詔，李貽業反对。说大行皇帝常说婦人干政，是祸亂之本。唐元宗即位，称他为疾風勁草，獎慰有加。保大年间，官至兵部尚書，一作兵部侍郎，去世后，諡簡。